# Pere Enric Fernández i Miret
Pere Enric Fernández i Miret (Barcelona, 22 d'abril de 1932 – Cuernavaca, estat de Morelos, 22 de desembre de 1988) fou un escriptor i guionista de cinema mexicà d'origen català. Fill del crític d'art Enric Fernàndez i Gual.
Era fill d'Enric Fernández i Gual i d'Anna Miret i Feliu. En acabar la guerra civil espanyola el 1939 marxà a l'exili amb els seus pares i arribà amb ells a Mèxic a bord del Sinaia. Va estudiar a l'Instituto Lluís Vives i el 1961 es llicencià en arquitectura per la UNAM. En aquells anys concep les "cases toves", edificacions sense angles rectes, orgàniques i sòlides, de línies suaus. També visità Tarragona el 1964 i dissenyà els jardins d'Unidad Independencia, a San Jerónimo Lídice. El seu poc èxit fa que abandoni l'arquitectura per la literatura i el cinema.
El 1951 conegué Luis Buñuel i el va introduir en el món del cinema. El seu primer guió, però, no el va escriure fins a 1968 per al director Luis Alcoriza. El 1969, juntament amb els cineastes Arturo Ripstein i Felipe Cazals, l'editor Rafael Castanedo i el crític Tomás Pérez Turrent, funda l'empresa Cine Independiente de México. Tanmateix, es limità a fer de guionista i no va dirigir mai, tot i que va fer d'actor incidental a fils com Familiaridades de Felipe Cazals (1969) i Pasajeros en tránsito de Jaime Casillas (1976). El mateix any 1969 exposa dibuixos amb el xilè Salomón de Swan.
El 1970 es casa amb l'antropòloga Victoria Schussheim i el 1976 va rebre el premi Ariel pel disseny de l'escenografia del film El hombre de la media luna, dirigida per José Bolaños.
El 1980 fou convidat a visitar l'Ajuntament de Madrid juntament amb altres directors de cinema espanyols exiliats a Mèxic. El 1985 va signar juntament amb altres intel·lectuals un manifest ecologista contra la contaminació ambiental de Ciutat de Mèxic. El 1986 va col·laborar al diari El Universal, convidat pel seu director Paco Ignacio Taibo I.

## Obres
Literatura
- Esta noche vienen rojos y azules (1964) conte
- Noche de Bruselas (1965), teatre
- Eclipse con explosión (1967), teatre
- Prostíbulo (1972), contes
- La zapatería del terror (1978), contes
- Rompecabezas antiguo (1981)
- Insomnes en Tahití (1989), novel·la

Guions de cinema
- La puerta (1968) dirigida per Luis Alcoriza
- La hora de los niños (1969), dirigida per Arturo Ripstein
- Arde baby, arde o Lucky Johnny born in America (1970) dirigida per José Bolaños
- Nuevo Mundo (1976), dirigida per Gabriel Retes
- Cananea (1977) dirigida per Marcela Fernández Violante
- Bloody Marlene (1977) dirigida per Alberto Mariscal
- El Brazo de oro (1978) dirigida per Alberto Mariscal
- Historias violentas (1984)
- Monumentum (1988), que no s'arribà a filmar